# 与根飛行場
与根飛行場（よねひこうじょう）あるいは 海軍糸満秘密飛行場は、第二次世界大戦中に日本軍が沖縄に建設、あるいは建設中だった18の飛行場の一つで、小型特攻機用の発進基地として沖縄県糸満市の海岸から豊見城市の与根に計画された。1944年夏頃から建設が始まるが、未完のまま沖縄戦を迎えた。戦後、米軍が接収し負傷兵を野戦病院に送る小型機用の小飛行場として使用した。

## 概要

### 日本海軍 与根飛行場
1944年3月22日、大本営命令により大本営直轄の陸軍第32軍 (沖縄守備軍) が新設され、第32軍と台湾軍に「十号作戦準備要綱」が発令された。これにより、小型特攻機用の発進基地として、3つの飛行場の建設が始まった。
- 城間飛行場（沖縄南飛行場・仲西飛行場）
- 西原飛行場（沖縄東飛行場、小那覇飛行場、与那原飛行場）
- 石嶺飛行場（首里秘密飛行場）

また日本海軍も小禄飛行場の補助飛行場として糸満と豊見城村与根にまたがる平地に秘匿の飛行場を計画し、土地を接収、1944年12月31日に建設が始まった。
- 与根飛行場（糸満秘密飛行場）

いずれの飛行場も、未完成のままアメリカ軍の上陸をむかえ、使用されないまま放棄されたが、建設には多くの地元の住民が徴用された。特攻機用の秘匿飛行場であるため、与根飛行場では、滑走路をガジュマルなどの葉で隠すために14歳～15歳の学徒も動員されていたという。しかしながら、未完成であり、かつこうした隠蔽の労役にもかかわらず、米軍は空中写真の解析からその飛行場の存在を割りだし、1945年2月28日の報告書に「建設中の糸満飛行場」(Itoman Airstrip U/C) として記録している。

### 米軍 糸満飛行場 (テラ飛行場)

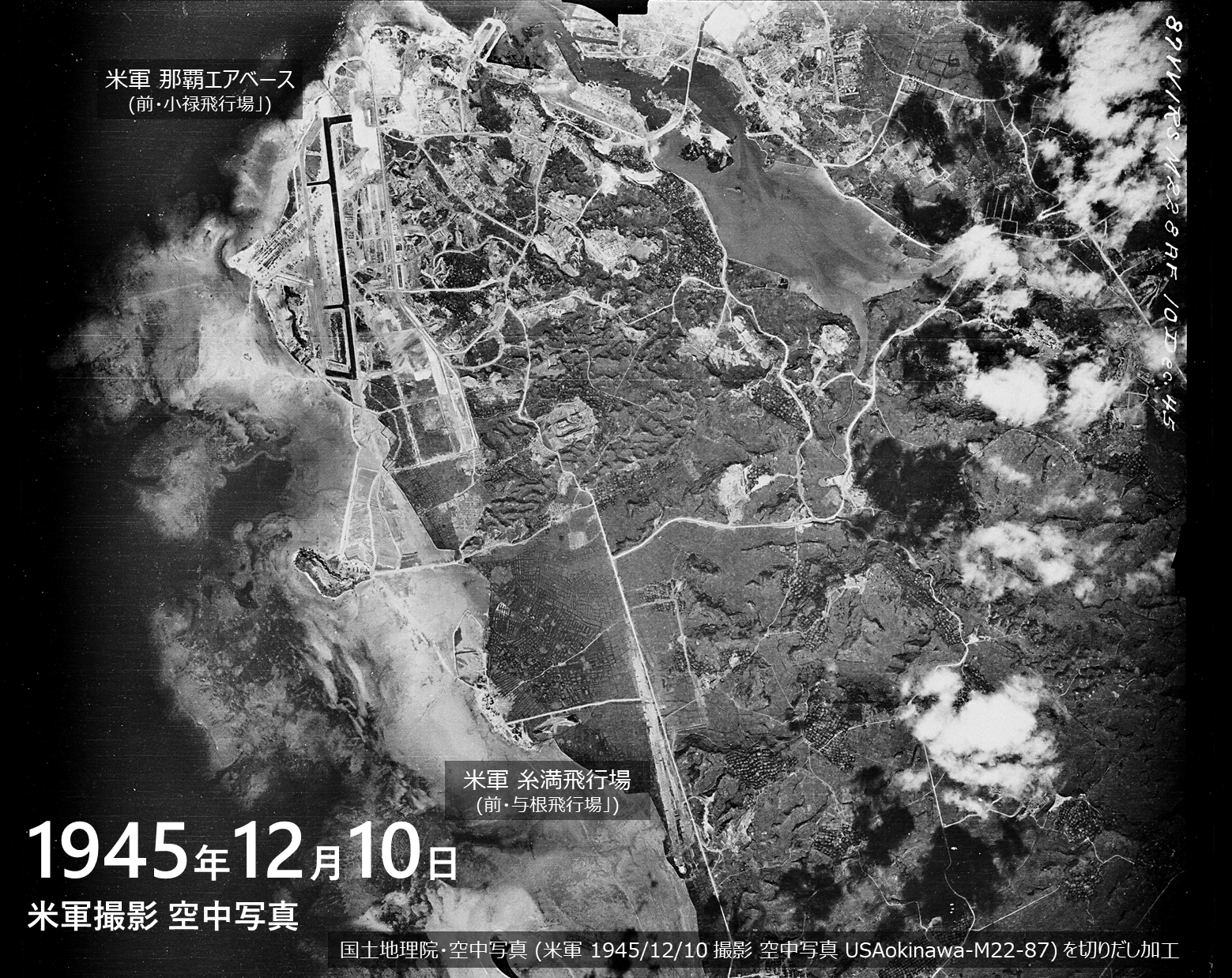
1945年12月10日米軍撮影空中写真。沖縄戦とその後、米軍が小飛行場として利用していた当時のもの。

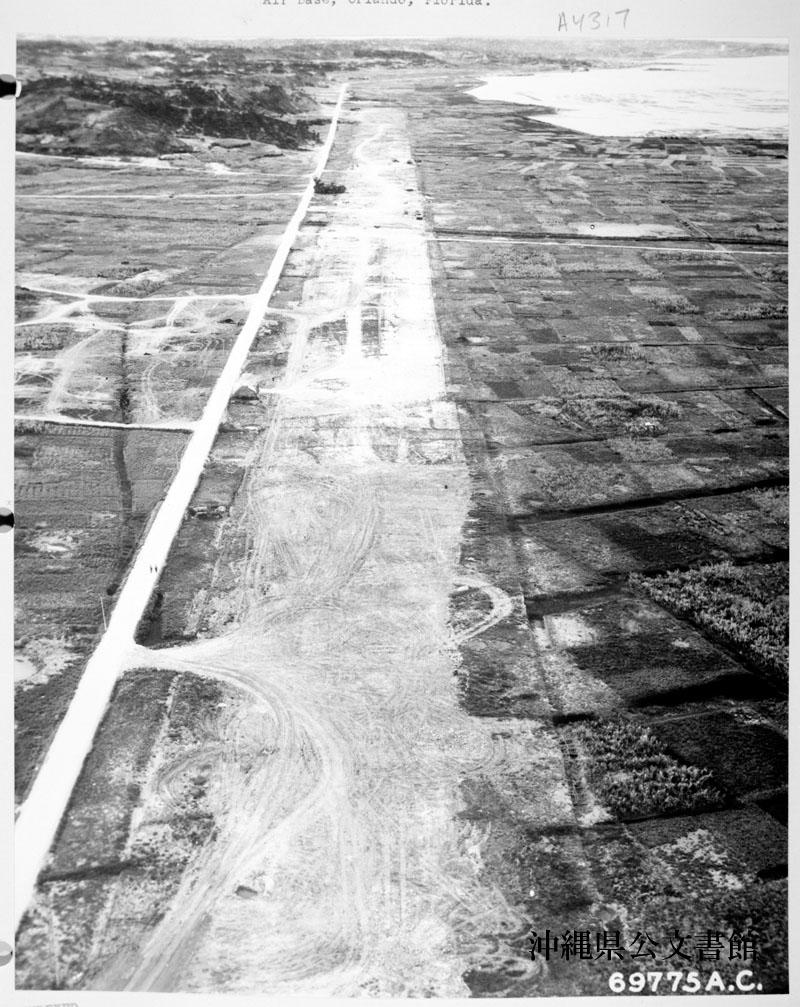
西海岸の台地の小飛行場。大砲を設置するパイパーL-4機や傷病兵救助用のヴァルティL-5機が利用する。(1945年7月16日 米空軍撮影)

1945年6月10日、沖縄戦で南下する米軍は糸満まで到達するが、沖のサンゴ礁と日本軍の攻撃のため、南部の激戦地から負傷した兵士を退避させる際の水上経路の確保は不可能であった。そのため負傷兵を L-5 連絡機を使って北側の野戦病院に退避させる計画が開始された。連絡機は糸満の北のコンクリートの道路を利用した与根の小飛行場 (cub strip) に着陸し、そこから患者を北谷の野戦病院に運ぶというものだった。7月16日の米軍撮影の写真では、傷病兵救助用の補助飛行場として 西海岸の"cub strip at Ters" の写真記録が残されているが、これがおそらくは糸満飛行場を示すもので、米軍が沖縄の地名を日本が沖縄を併合 (琉球処分) する以前の琉球語の地元のもともとの地名を使用する傾向があるため、糸満市照屋 (てるや) を、(てぃーら)、"Tira" あるいは "Tera" と呼んでいたことに起因する誤植であると思われる。沖縄戦終結の後、1945年12月の空中写真では、滑走路が西側に造成しなおされ使用されていたように見える。

### 戦後
戦後の基地としての米軍の使用は確認できなかった。そのためか、日本軍に強制接収された沖縄の飛行場が国有地化されていくなかで、与根飛行場跡地は、戦後、自然発生的に地元に返還された。

## 参考項目
- 沖縄の旧日本軍施設
- 沖縄の米軍基地